# Ритт, Мартин
Мартин Ритт (англ. Martin Ritt) (2 марта 1914, Нью-Йорк, США — 8 декабря 1990, Санта-Моника, Калифорния, США) — американский режиссёр и актёр кино и театра.
Среди фильмов, которые он снял — «Долгое жаркое лето» (1958), «Черная орхидея» (1958), «Парижский блюз» (1961), «Приключения молодого человека» Хемингуэя (1962), «Хад» (1963), «Шпион, пришедший с холода» (1965), Хомбре (1967), «Большая белая надежда» (1970).

## Биография
Ритт родился в еврейской семье на Манхэттене, сын родителей-иммигрантов. Изначально Ритт учился и играл в футбол в Elon University в Северной Каролине. После окончания университета Сент-Джонс, Ритт устроился работать в театральную труппу и начал играть в пьесах.
Затем Ритт перешел на работу в Управление промышленно-строительными работами общественного назначения.
В 1970-х годах Ритт получил признание за такие фильмы, как «Молли Магуайрс» (1970), «Большая белая надежда» (1970), «Саундер» (1972), «Пит и Тилли» (1972) и «Конрак» (1974).
Был номинирован за лучшую работу режиссёра на премии «Золотой глобус» («Приключения молодого человека», 1962, «Хад», 1963), «Оскар» («Хад», 1963). Фильм «Шпион, пришедший с холода» был признан лучшим британским фильмом на церемонии вручения наград BAFTA в 1965 году.
Ритт умер 8 декабря 1990 года от сердечного приступа в возрасте 76 лет в Санта-Монике, штат Калифорния.